# Mine d'uranium de Jadugoda
La mine de Jadugoda est une mine souterraine d'uranium, située près de la ville de Jadugoda en Inde. Son gisement a été découvert en 1951, et l'extraction de l'uranium en 1967.

## Historique
Le gisement de cette mine est découvert en 1951, alors que Jadugoda appartient encore à l'état du Bihar. En 1967, l’entreprise publique Uranium Corporation Of India Limited (UCIL) démarre l'extraction de l'uranium, c'est alors la seule mine d'uranium du pays, il s'agit donc d'une installation stratégique pour le programme nucléaire de l'Inde. À cette époque, les riverains n’ont pas été informés de la nature du minerai qui serait extrait, ni de ses risques, et beaucoup de mineurs travaillent alors sans aucune protection. 
La première manifestation contre l’UCIL date de 1979, pour fixer un taux de radiation maximum autorisé pour les mineurs.
Ensuite, d’autres gisements d’uranium ont été découverts dans la région, et aussi exploité par l’UCIL. En 2000 est créé l'état du Jharkhand, dans lequel se trouve le territoire de Jadugoda.
Depuis lors, chaque année, la mine produit des centaines de milliers de tonnes de minerai d’uranium. Mais les déchets radioactifs de la mine mettent en danger la population locale,  et en particulier les Adivasis, car les boues de décantation se déversent dans les rivières où les gens se baignent et lavent leurs aliments. Le danger provient de la radioactivité ambiante, ainsi que d'une forte présence en métaux lourds (plomb, mercure) utilisés pour l'extraction de l'uranium. 
Selon des associations locales, les riverains souffrent de problèmes sanitaires tels que : cancers, problèmes respiratoires, infertilité, fausses couches, malformations physiques... Mais la plupart des riverains se taisent, car la compagnie qui exploite la mine est aussi l'employeur principal.
L’UCIL réfute les allégations de violation du droit du travail et des droits de l’homme. En juillet 2014, la situation demeure ignorée des autorités indienne, voire niée. 